# Prionostemma andinum
Prionostemma andinum is een hooiwagen uit de familie Sclerosomatidae.